# Ragnatela (romanzo)
Ragnatela (Web) è un romanzo fantascientifico dello scrittore britannico John Wyndham, pubblicato postumo nel 1979.

## Storia editoriale
Il romanzo è l'ultimo scritto dall'autore che, morto nel 1969, non ebbe tempo di revisionarlo né, tantomeno di pubblicarlo. L'opera fu pubblicata postuma a cura degli eredi nel 1979.
Il romanzo fa frequenti riferimenti all'opera di H. G. Wells, Uomini come dei (Men Like Gods, 1923)  dalla quale Wyndham trae l'idea della società utopica dalla quale si dipana Ragnatela.

## Trama
(John Wyndham, Ragnatela)
Arnold Delgrange ha perso la moglie e la figlia in un incidente stradale. Da tempo privo di stimoli, riacquista entusiasmo nella vita avvicinandosi all'esperimento utopico del milionario Lord Foxfield. Il magnate britannico, con l'aiuto di Walter Tirrie, il teorico del progetto, ha acquistato dal governo l'isola di Tanakuatua, a sud est delle Midsummer sulla quale intende organizzare una nuova comunità retta dal più ampio liberalismo. La tribù indigena dell'isola, tuttavia, era stata costretta a evacuare decenni prima a causa di esperimenti nucleari condotti su di un atollo vicino. Gli scienziati, da alcuni anni, hanno dichiarato l'ambiente non più contaminato ma la tribù non era più ritornata. Su Tanakuatua incombe una maledizione che lo sciamano Nokiki aveva gettato contro chiunque avesse tentato di abitare sull'isola. Lo stregone, prima di suicidarsi ritualmente, aveva invocato il dio Nakaa affinché Tanakuatua diventasse tabù.
Una cinquantina di coloni sbarcano sull'isola, accompagnati da un gruppo di operai indigeni. Questi ultimi, dopo aver svolto dei riti propiziatori, scaricano il materiale che avrebbe permesso la costruzione dell'insediamento e la sopravvivenza dei coloni prima dei rifornimenti che sarebbero giunti dopo sei mesi. Lasciati soli sull'isola, i coloni hanno subito i primi problemi: la radio, unico collegamento la civiltà, risulta irrimediabilmente distrutta mentre il primo gruppo di esploratori non fa ritorno alla base. Arnold Delgrange, accompagnato dalla scienziata Camilla Cogent, durante una ricognizione via mare, si accorge che la vegetazione è ricoperta da ragnatele e che l'isola è infestata da ragni che, organizzati, hanno eliminato ogni specie vivente. Presto i ragni si rivoltano contro gli uomini mentre i coloni tentano di difendersi asserragliandosi sulla spiaggia. Arnold e Camilla, proteggendosi con reti, cappelli, guanti e insetticida, si avventurano all'interno dell'isola per acquisire informazione utili per debellare i ragni, intuendo che essi sono una nuova specie venutasi a creare a seguito delle mutazioni genetiche indotte dalla radioattività. I due vengono presi prigionieri da un gruppo di indigeni, gli stessi operai giunti sull'isola insieme ai coloni e che non erano tornati indietro con la nave ma erano rimasti su Tanakuatua all'insaputa di tutti. Il loro capo, Naeta, intende difendere l'isola dagli invasori, facendo rispettare il tabù imposto dal loro dio. Proteggendosi dai ragni con i succhi di una pianta locale, gli indigeni, che avevano provveduto alla distruzione della radio nell'accampamento, lanciano dei sacchi pieni di aracnidi all'interno del rifugio dei coloni, abbandonando quindi l'isola. I coloni vengono sterminati mentre Arnold e Camilla, unici sopravvissuti, riescono a difendersi per giorni dai ragni che, nel frattempo, hanno iniziato a migrare sfruttando i venti e veleggiando su di essi. I primi soccorsi giungono con un idrovolante settimane dopo, ma i due uomini scesi dal velivolo, vengono aggrediti e uccisi dai ragni prima cha Arnold e Camilla riescano a metterli in guardia.
Tempo dopo giungono nuovi soccorsi che, stavolta, riescono a evacuare i due sopravvissuti da Tanakuatua: l'isola viene segretamente bombardata con armi nucleari. Arnold e Camilla si mantengono in contatto. La scienziata continua le sue ricerche sulla nuova specie di ragni, chiamati Araneus Nokiki e, tempo dopo, fa recapitare ad Arnold, dal Perù, un pacchetto contenente un ragno di questa specie che, riuscita a fuggire da Tanakuatua prima della sua distruzione, si sta diffondendo per il mondo.

## Edizioni
- (EN) John Wyndham, Web, 1ª ed., Londra, Michael Joseph, 1979,  p. 187, ISBN 0-7181-1797-2.
- (NL) John Wyndham, Web, traduzione di J. Verheijdt, Spectrum paperback, n. 74, Utrecht, Het Spectrum, 1980,  p. 156, ISBN 978-90-274-5924-4.
- John Wyndham, Ragnatela, traduzione di Laura Serra, Urania, n. 826, Milano, Arnoldo Mondadori Editore, 1980,  p. 180.
- (DE) John Wyndham, Eiland der Spinnen, traduzione di Klaus Boer, Knaur Science Fiction & Fantasy, n. 5741, Monaco di Baviera, Droemer Knaur, 1981,  p. 128, ISBN 978-3-426-05741-4.